# Nguyễn Hiệu
Nguyễn Hiệu (chữ Hán: 阮傚; 1674 - 1735) là một đại thần nhà Lê trung hưng trong lịch sử Việt Nam.

## Thân thế và sự nghiệp
Ông nguyên tên là Phan Công Sứ, người làng Lan Khê, huyện Nông Cống, tỉnh Thanh Hóa (nay là thôn Phương Khê, xã Nông Trường, huyện Triệu Sơn, tỉnh Thanh Hóa). Ông là con trai thứ tư của Phan Thể (nguyên danh Hà Văn), sinh giờ Thân, ngày 27 tháng 1 năm Giáp Dần (1674), tại làng Đức Trạch, huyện Thượng Phúc, đạo Sơn Nam (nay là làng Đức Trạch, xã Quất Động, huyện Thường Tín, Hà Nội).
Năm Nhâm Tuất (1682), ông theo cô ruột là Hà Thị Đuôi về làng Lan Khê (Thanh Hóa). Vì được chú rể là Nguyễn Hữu Pháp nhận làm con nuôi, nên ông đổi họ tên thành Nguyễn Sử, sau cải thành Nguyễn Hữu Tự.
Nguyễn Hữu Tự có ý chí phấn đấu theo nghiệp cửa Khổng, sân Trình, từng theo các thầy học như Giám sinh Nguyễn Công Liệu (ở Bố Vệ, địa danh này nay thuộc Thành phố Thanh Hóa, tỉnh Thanh Hóa), Giám sinh Lê Huy Thục (ở Hữu Bộc, địa danh này nay thuộc xã Đông Ninh, Đông Sơn, tỉnh Thanh Hóa), Giám sinh Lê Thế Hiền (ở Bát Căng, địa danh này nay thuộc xã Thọ Nguyên huyện Thọ Xuân, tỉnh Thanh Hóa). Năm Đinh Mão (1687), ông dự kỳ thi ứng khóa ở Nông Cống (Thanh Hóa), đỗ hạng trung, nhưng vì nhà nghèo nên không có tiền thông kinh. Được quan huyện động viên, ông tiếp tục đèn sách.
Năm 17 tuổi, ông đổi tên thành Nguyễn Giai và tham dự kỳ Thi Hương Canh Ngọ (1690), đỗ Cống sĩ xếp thứ 4.
Năm Tân Mùi (1691), ông dự kỳ thi Hội, nhưng chỉ đậu Tam Trường. Thi không đỗ, ông cưới bà Tống Thị Xuân - con gái của quan Tham chính Tống Nho - làm vợ. Dù vậy, ông vẫn quyết tâm "thề quyết đỗ Tiến sĩ", đã từng theo học Hoàng giáp Phạm Công Thiện (ở Bảo Triện, Gia Bình, Bắc Ninh) và Thám hoa Quách Giai (ở Phù Khê, Thanh Quan, Thái Bình). Cũng trong thời gian này, ông đổi tên thành Nguyễn Hiệu [阮 傚] với 2 lý do: Thứ nhất vì kiêng tên thầy dạy học của mình là Thám hoa Quách Giai; thứ hai, chữ Hiệu [傚] có nghĩa là bắt chước, có ý là bắt chước bố vợ là Tống Nho quyết tâm đỗ Tiến sĩ. Hơn nữa, bên trái chữ Hiệu [傚] có chữ Nhân đứng [亻], ý nhớ đến nguồn cội họ Hà [何].
Năm Đinh Sửu (1697), ông được bổ nhiệm làm Huấn đạo Phủ Kiến Xương, đạo Sơn Nam (địa danh cũ Việt Nam).
Tháng Hai năm Canh Thìn (1700) đời Lê Hy Tông, ông đỗ Hội nguyên; vào Thi Đình, đỗ Đệ tam giáp đồng Tiến sĩ xuất thân, khi 27 tuổi.
Sau khi đỗ Tiến sĩ, ông được bổ làm Giám sát ngự sử đạo Kinh Bắc.
Năm Nhâm Ngọ (1702), ông được Thế tử Trịnh Cương cho vời vào Dực Quốc phủ với tư cách là một gia khách đặc biệt, cấp cho 12 tùy binh theo hầu.
Năm Quý Mão (1703), ông được trao chức Nội tán.
Năm Giáp Thân (1704), cha nuôi là Nguyễn Hữu Pháp mất, ông về Lan Khê (Thanh Hóa) chịu tang.
Năm Bính Tuất (1706), ông ra kinh thành phụng chức và được bổ nhiệm làm Giám sát ngự sử đạo Sơn Nam.
Năm Kỷ Sửu (1709), chúa Trịnh Căn mất, Thế tử Trịnh Cương lên nối ngôi chúa. Vì có tình nghĩa chốn Tiềm để, ông được thăng làm Đô cấp sự trung Hình khoa, được cấp xã Đô Xá (huyện Kim Động) làm ngụ lộc.
Năm Canh Dần (1710), vua Lê Dụ Tông sai ông lên cửa ải Lạng Sơn đón sứ thần trở về.
Năm Tân Mão (1711), thân phụ là Phan Thể mất, ông về làng Đức Trạch cư tang.
Năm Quý Tỵ (1713), ông lên kinh đô phụng chức.
Năm Giáp Ngọ (1714), ông được thăng làm Hồng lô Tự khanh
Năm 1715, Nguyễn Hiệu vào phủ chúa Trịnh làm Bồi tụng. Ông dâng lên chúa Trịnh Cương bài "trị bình". Chúa Trịnh Cương khen ngợi ông và để ý tới ông.
Năm 1717, ông được cử làm Tư giảng cho thế tử Trịnh Giang (mới ra ở phủ riêng), kiêm Tả thị lang bộ Hình, Nguyễn Quý Ân làm Hữu tư giảng. Vì Nguyễn Quý Ân mất sớm nên chỉ còn một mình Nguyễn Hiệu phụ trách, được chúa Trịnh tin yêu.
Năm 1720, đến kỳ xét định khảo khóa, vì có nhiều công lao nên ông được thăng làm Tả thị lang bộ Lại, được đặc cách dự tước Nông Lĩnh hầu.
Năm Tân Sửu (1721), ông cùng đình thần bàn nghị việc Cấp sự trung Binh khoa Trần Đình Thu bị dư luận cho là có sự gian lận trong thi cử. Do không có bằng cứ, nên vị Tiến sĩ người phường Báo Thiên này được miễn nghị và vẫn được giữ chức tước như cũ.
Cuối năm Nhâm Dần (1722), khi đánh giá công lao của các quan để xếp ngạch bậc, ông đượcdự lớp trên và đứng hàng thượng khảo, được khen thưởng, đặc cách ban cho tước Nông Quận công.
Năm Quý Mão (1723), tuy là người có học lực khá, nhưng có việc vướng mắc nên Võ Danh Toại không được dự kỳ thi Hương. Ông đã giữ Võ Danh Toại làm gia khách, cho học tập cùng với con cái của mình. Sau này, Võ Danh Toại đỗ Hương nguyên khoa Kỷ Dậu (1729) và đỗ Hoàng giáp khoa thi Kỷ Tỵ (1739). Ông Toại rất cảm kích công ơn dưỡng dục của cụ.    
Năm Bính Ngọ (1726), thấy nhân dân Thanh Hóa đói to, ông dâng khải xin chẩn cấp. Chúa Trịnh Cương sai ông đến kho ở Thanh Hóa lấy 14 vạn quan tiền để chia phát cho dân.  
Tháng Một (11) năm Đinh Mùi (1727), khi Tham tụng Nguyễn Công Hãng xin từ nhiệm vụ kiêm Đô ngự sử, Chúa Trịnh đã thuận cho ông giữ chức Đô ngự sử, tiếp tục giữ chức Bồi tụng trong phủ chúa.
Năm Mậu Thân (1728), mẹ nuôi Từ Đoan Hà Thị Đuôi mất, ông về Lan Khê cư tang. 
Tháng Sáu năm Canh Tuất (1730), Thuận Vương Trịnh Giang lên cầm quyền, nghĩ ông giảng dạy cho minh từ thời còn Tiềm để nên thăng Nguyễn Hiệu làm Thượng thư Bộ Binh, gia hàm Thiếu Bảo. Cũng trong năm này, ông cùng Phạm Khiêm Ích hội đồng với văn quan ở Lục phiên kiểm tra việc chi dùng trong Lục cung. Rồi lại cùng với Nguyễn Công Hãng, Lê Anh Tuấn và Đỗ Bá Phẩm làm Chiêu tập quan để chiêu tập quân lưu tán khắp nơi.
Năm Tân Hợi (1731), ông kiêm làm việc ở Hàn Lâm Viện.
Năm Nhâm Tý (1732), khi vua Lê Thuần Tông lên ngôi, ông được thăng làm Thượng thư Bộ Lễ, gia phong hàm Thiếu phó; vào phủ chúa giữ chức Tham tụng, thăng Tá lý công thần.  
Năm Quý Sửu (1733), ông được cấp thêm xã Văn Khê, huyện Thanh Oai làm ngụ lộc.
Tháng Bảy năm Giáp Dần (1734), ông bị giáng chức xuống làm Thượng thư Bộ Hình, Thự Thiếu bảo, miễn chức Tham tụng vì có ý trì hoãn bàn luận việc chúa muốn giết hoạn quan Đỗ Bá Phẩm. Tuy nhiên, 3 tháng sau, ông lại được thăng chức Thượng thư bộ Lại, hàm Thái bảo và vào làm Tham tụng trong Phủ chúa như cũ. (Lúc đó Trịnh Giang ngờ vực một số đại thần, đã ra tay sát hại Nguyễn Công Hãng, Lê Anh Tuấn. Nguyễn Hiệu cũng vì làm trái ý chúa nên bị cách chức Tham tụng, bị giáng xuống làm Thượng thư bộ Hình, hàm Thiếu bảo. Nhưng ít lâu sau ông lại được lên làm Tham tụng kiêm Thượng thư bộ Lại).
Tháng Hai năm Ất Mão (1735), ông đi khám xét dân trù mật hay thưa thớt để chước định hộ khẩu của xứ Sơn Nam. Tháng Tư năm đó, ông phụng mệnh tuyên đọc tuyên chỉ lên ngôi của vua Lê Ý Tông, sau khi vua Lê Thuần Tông băng hà vào ngày Giáp Thân (tức ngày 5/6/1735). Sau khi lập ban về ông bị cảm nặng. Vào giờ Sửu, ngày 11 tháng Năm, năm Ất Mão (1735), Thượng thư bộ Lại, Thiếu bảo, Tham tụng, Nông Quận công Nguyễn Hiệu mất. Chúa Trịnh sai Nội giám Ích Thọ hầu đến làm lễ Tuyên úy, Vua Lê truy tặng chức Thái Bảo, ban tên thụy là Thuần Chất; lại sai quan Thị độc Nguyễn Phùng Thời phó Tri công phiên Nguyễn Đôn làm quan hộ lễ. Ngày 14 chúa Trịnh cho làm Lễ Thái Lao, sai Thượng thư Bộ Công Cao Huy Trạc khâm mạng lễ 2 vái trước linh cữu. Ngày 17 tháng Sáu rước linh cữu về Thanh Hóa. Chúa ban minh tinh, phật đình, thuyền và 500 cơ binh cùng các quan hộ lễ đưa tang về Thanh Hóa. Nguyễn Hiệu qua đời, thọ 62 tuổi.
Ngày 26 tháng 3 năm Bính Thìn (1736), vua Lê sai Đông các Đại học sĩ Trần Ân Triêm và Đốc đồng Thanh Hóa Nguyễn Huy Mãn đến làm lễ Dụ tế và đến ngày 27 tháng đó, làm lễ an táng tại xứ Cồn Lốc của làng Lan Khê (địa danh này nay thuộc xã Nông Trường, huyện Triệu Sơn, tỉnh Thanh Hóa)
5 năm sau khi mất (tức năm Canh Thân - 1740), nhân sự kiện lên ngôi của Lê Hiến Tông, triều đình xét công trạng của Nông Quận công Nguyễn Hiệu, nên đã cho lập đền thờ và truy tặng làm Trung chính khoan hậu Đại vương - Trung đẳng phúc thần.
Đền thờ Nguyễn Hiệu (dân gian gọi là Phủ Đại vương) được Bộ Văn hóa - Thông tin xếp hạng là Di tích lịch sử văn hóa cấp Quốc gia vào năm 2004.

## Gia đình

### Vợ
- Chính thất: Tống Thị Xuân, con gái cụ Nghè Tống Nho ở làng Tiên Mộc (nay thuộc xã Dân Lực, huyện Triệu Sơn, tỉnh Thanh Hóa). Bà mất khi mới 33 tuổi, không sinh hạ người con nào.
- Kế thất: Lê Thị Duyên, là cháu bà Tống Thị Xuân, mất năm 31 tuổi, sinh một con trai
- Á thất: Nguyễn Thị Huệ, người làng Hữu Vĩnh, huyện Hoằng Hóa, Thanh Hóa (nay thuộc xã Hoằng Vinh, huyện Hoằng Hóa, tỉnh Thanh Hóa), con gái quan Giai Thọ hầu, Đô tổng binh sứ, mất năm 30 tuổi, sinh một con trai và hai con gái
- Thứ thất: Nguyễn Thị Thơm, em gái bà Nguyễn Thị Huệ, mất năm 64 tuổi, sinh năm con trai, hai con gái

### Các con trai
- Nguyễn Nghi, đỗ Nho sinh
- Nguyễn Hoàn, đỗ Tiến sĩ, tước Viện Quận công
- Nguyễn Đàm, đỗ Hương cống
- Nguyễn Hợi, đỗ Hương cống
- Nguyễn Hân
- Nguyễn Viên (Nguyễn Nhậm), đỗ Hương cống
- Nguyễn Trác
- Nguyễn Tiệp

### Các con gái
- Nguyễn Thị Ân, gả cho Tham đốc Trương Lệ, người làng Như Kinh, huyện Gia Lâm, Hà Nội.
- Nguyễn Thị Đoàn
- Nguyễn Thị Thu
- Nguyễn Thị Quyền
- Nguyễn Thị Uyển
- Nguyễn Thị Kỳ
- Nguyễn Thị Trinh
- Nguyễn Thị Diệu

## Nhận định
Sử gia Phan Huy Chú nhận định về ông như sau:
Ông là người trọng hậu, ngay thẳng, điềm tĩnh, giữ mình, bồi đắp vun trồng cho đám nho sĩ, cất nhắc kẻ hậu tiến, từ một người giữ chức phận nhỏ cũng lấy lề tiếp. Lúc về già ông cầm quyền lớn, trong bụng muốn sửa lại những tệ hà khắc như làm việc công bằng cho phu dịch, giảm nhẹ việc trưng thu thuế để cho trăm họ được nhờ